# 西浦達吉
西浦達吉（にしうら たつきち、1976年2月20日 - ）は、日本の元ラグビー選手。

## プロフィール
- 宮崎県出身。
- ポジションはプロップ(PR)。
- 日本代表キャップは17。
- ニックネームは『タツ』

## 略歴
都城泉ヶ丘高校、福岡大学、安川電機、バーンサイドクラブを経て、2002年、コカ・コーラレッドスパークスに加入。
2004年、カーディフで行われた対ウェールズ戦で日本代表初キャップを獲得する。
2007年、ラグビーワールドカップ2007の日本代表に選ばれる。なお同大会では3試合で先発出場した。
2015年1月にトップリーグ通算100試合出場を達成し、同年3月8日に行われたトップリーグオールスターで現役を引退した。